# Club Deportes Santa Cruz
Club Deportes Santa Cruz är en fotbollsklubb från Santa Cruz i Chile. Klubben grundades den 25 maj 1913, då under namnet "Unión Comercio". Klubben blev ett professionellt fotbollslag 1981 när man gick upp i den tredje högsta divisionen. Klubben har även spelat i den näst högsta divisionen, mellan 1983 och 1987 samt 1992 och 1997. 2008 åkte klubben ur den tredje högsta divisionen och fick börja spela i Tercera B 2009.